# Tione - Villa Rendena
Tione - Villa Rendena este o arie protejată (arie specială de conservare — SAC, sit de importanță comunitară — SCI) din Italia întinsă pe o suprafață de 185 ha, integral pe uscat.

## Localizare
Centrul sitului Tione - Villa Rendena este situat la coordonatele 46°02′43″N 10°42′48″E / 46.045278°N 10.713333°E.

## Înființare
Situl Tione - Villa Rendena a fost declarat sit de importanță comunitară în septembrie 1996 pentru a proteja 6 specii de animale. Situl a fost protejat și ca arie specială de conservare în martie 2014.

## Biodiversitate
Situată în ecoregiunea alpină, aria protejată conține 7 habitate naturale: Fânețe de joasă altitudine (Alopecurus pratensis, Sanguisorba officinalis), Păduri de stejar sau de stejar și carpen sub-atlantice și medio-europene de Carpinion betuli, Păduri de fag Asperulo-Fagetum, Păduri de Castanea sativa, Păduri aluvionare cu Alnus glutinosa și Fraxinus excelsior (Alno-Padion, Alnion incanae, Salicion albae), Păduri de fag Luzulo-Fagetum, Păduri pe pante, grohotișuri și ravene de Tilio-Acerion.
La baza desemnării sitului se află mai multe specii protejate:
- păsări (5): uliu păsărar (Accipiter nisus), cocoșul de mesteacăn (Bonasa bonasia), ciocănitoare neagră (Dryocopus martius), huhurez mic (Strix aluco), pupăză (Upupa epops)
- nevertebrate (1): Euplagia quadripunctaria

Pe lângă speciile protejate, pe teritoriul sitului au mai fost identificate 13 specii de plante, 3 specii de amfibieni, 6 specii de reptile.